# Kisbárkány
Kisbárkány ist eine ungarische Gemeinde im Kreis Salgótarján im Komitat Nógrád.

## Sehenswürdigkeiten
- Römisch-katholische Kirche Havas Boldogasszony

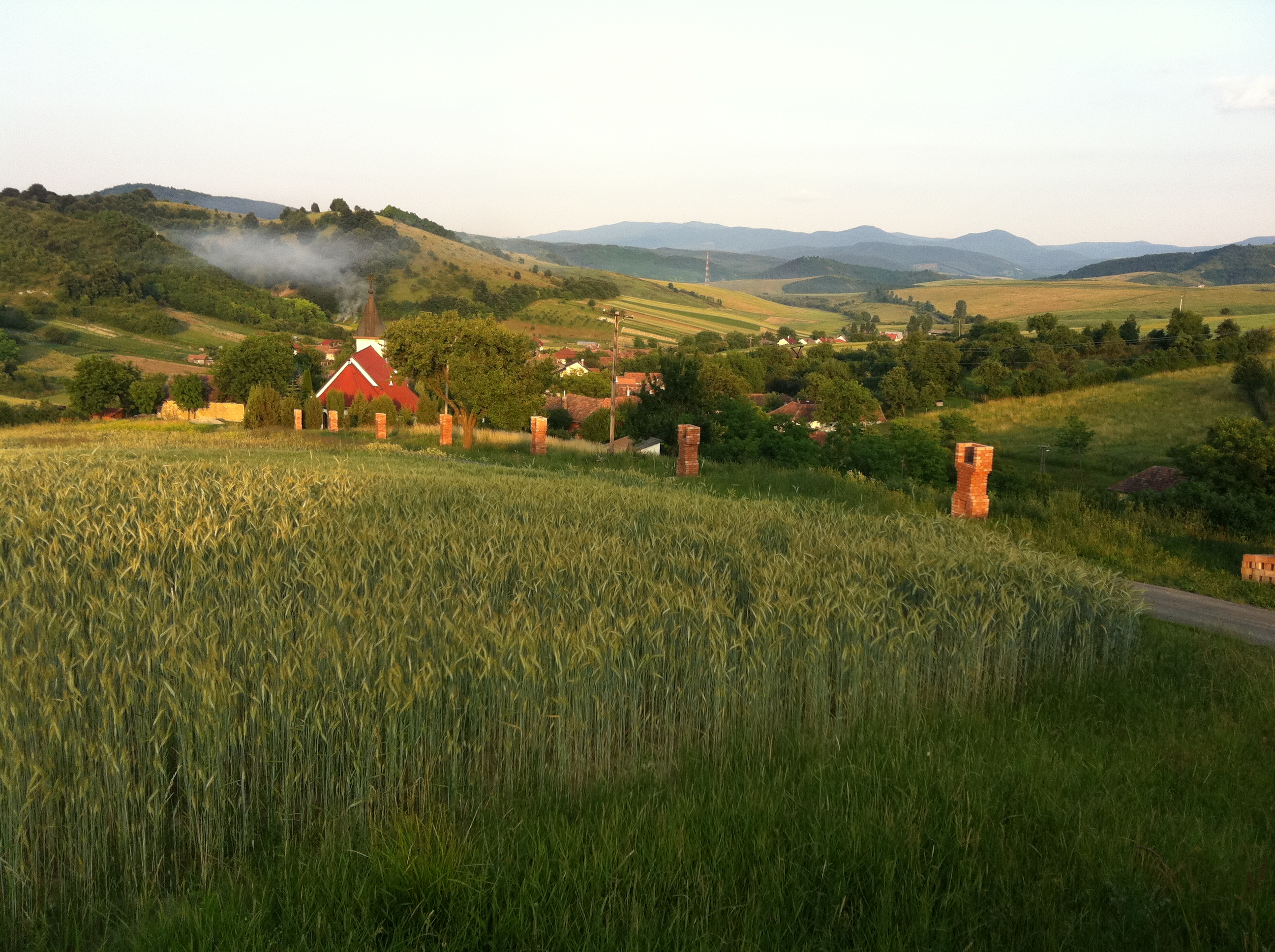
Blick auf Kisbárkány
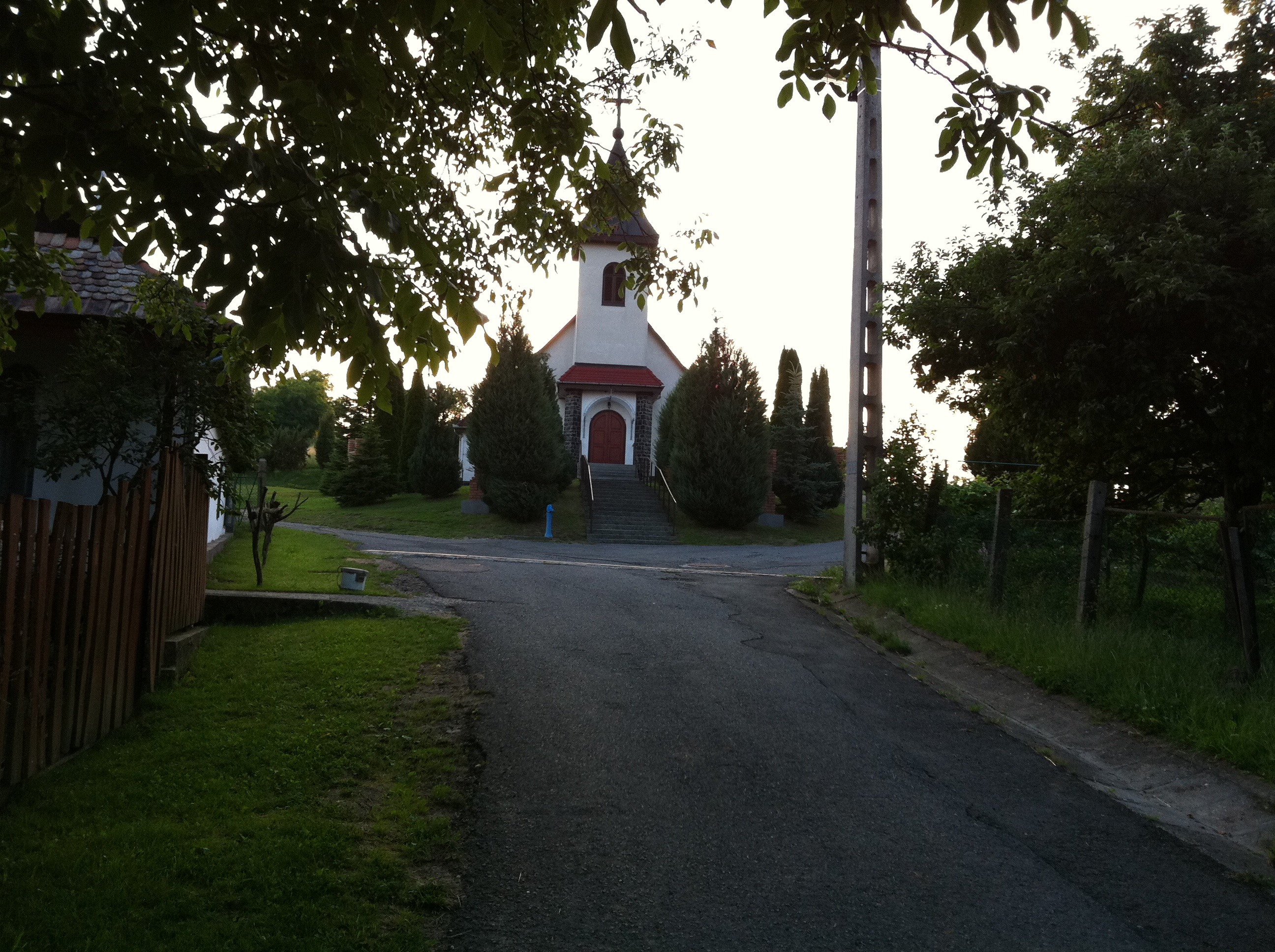
Römisch-katholische Kirche Havas Boldogasszony in Kisbárkány

## Verkehr
Kisbárkány ist nur über die Nebenstraße Nr. 21138 zu erreichen. Der nächstgelegene Bahnhof befindet sich südlich in Tar.